# Biscogniauxia ambiens
Biscogniauxia ambiens är en svampart som beskrevs av Y.M. Ju & J.D. Rogers 2001. Biscogniauxia ambiens ingår i släktet Biscogniauxia och familjen kolkärnsvampar.   Inga underarter finns listade i Catalogue of Life.